# Flugplatz Lugo

i7
i11
i13
Der Flugplatz Lugo (it.: Aeroporto di Lugo-Villa San Martino, ICAO-Code: LIDG) befindet sich in der norditalienischen Region Emilia-Romagna, rund fünf Kilometer südwestlich von Lugo und etwa zehn Kilometer nordöstlich von Imola bei der Ortschaft Villa San Martino.

## Infrastruktur und Nutzung
Der in der Po-Ebene, unweit der Autobahn A14dir gelegene Flugplatz hat eine 800 Meter lange, asphaltierte Start- und Landebahn (03/21). Westlich der Piste befindet sich ein asphaltiertes Vorfeld mit Heliport und einigen Hangars. Der Flugplatz dient in erster Linie der Allgemeinen Luftfahrt. Vor Ort befindet sich ein Aeroclub, der hier auch eine Flugschule mit angeschlossener „Nationaler Hubschrauberflugschule“ (inklusive Flugsimulator) unterhält. Betrieben wir der Flugplatz seit 2022 von der staatlichen ENAC Servizi.

## Geschichte
Der Flugplatz wurde Ende der 1960er Jahre vom Aero Club Lugo angelegt. Zunächst hatte er nur eine Graspiste, die Ende der 1980er Jahre asphaltiert wurde. Im Lauf der Zeit wurden die Hangars, ein Kontrollturm, ein Restaurant und andere Einrichtungen gebaut. 2009 erhielt der Luftsportverein, der nach dem in Lugo geborenen Fliegerass Francesco Baracca benannt ist, eine Lockheed F-104, 2011 dann eine Fiat G.91. Die beiden ausgemusterten Militärflugzeuge sind auf dem Nordteil des Vorfelds ausgestellt. Auf dem Flugplatz wurden verschiedene kleinere Flugschauen veranstaltet.